# Nossa Senhora da Anunciada
Nossa Senhora da Anunciada (llamada oficialmente Setúbal (Nossa Senhora da Anunciada)) era una freguesia portuguesa del municipio de Setúbal, distrito de Setúbal.

## Historia
Existen numerosos asentamientos romanos en las cercanías indicando con ello que pudo haber poblados, no obstante queda comprobada su existencia en el año 1386, donde los documentos de la cofradía de N.ª Sra. da Anunciada documenta que tuvo lugar un milagro.
Fue suprimida el 28 de enero de 2013, en aplicación de una resolución de la Asamblea de la República portuguesa promulgada el 16 de enero de 2013 al unirse con las freguesias de Santa Maria da Graça y São Julião, formando la nueva freguesia de Setúbal (São Julião, Nossa Senhora da Anunciada e Santa Maria da Graça).

## Gastronomía
Este es un sitio ideal para probar las sardinas asadas.

## Patrimonio
- Pelourinho de Setúbal
- Castelo de São Filipe o también denominada Fortaleza de São Filipe
- Palacete da Família Feu Guião
- Quinta do Esteval
- Casa das Quatro Cabeças
- Chafariz da Praça Teófilo Braga
- Forte de Santiago do Outão